# Elvezio Massai
Elvezio Massai, nome di battaglia Santo (Genova, 3 maggio 1920 – Sori, 1º agosto 2009), è stato un partigiano e scrittore italiano.

## Biografia
Combatté nella seconda guerra mondiale e nella Divisione Cichero, comandata dall'amico ed ex compagno di studi Aldo Gastaldi, detto "Bisagno".   
Nel dopoguerra visse a lungo a Sori, paese della riviera ligure.
La sua attività letteraria ebbe inizio negli anni settanta, quando si dedicò alla narrazione degli eventi della Resistenza italiana.

## Opere (selezione)
- I Ribelli dell'alpino, Recco, Genova, Le Mani-Microart'S, 1996, ISBN 978-88-8012-042-1
- Bisagno, la vita, la morte, il mistero (scritto con Pier L. Stagno), Recco, Genova, Le Mani-Microart'S, 2004, ISBN 978-88-8012-280-7

| Controllo di autorità | VIAF (EN) 233069404 · ISNI (EN) 0000 0003 6777 0125 · SBN LO1V158499 · LCCN (EN) nr98004136 · BNF (FR) cb14502840h (data) |